# Carsten Bohn’s Bandstand
Carsten Bohn’s Bandstand war eine deutsche Musikgruppe mit wechselnder Besetzung, die von 1977 bis 1981 drei Alben aufnahm und von 1979 bis 1981 viele Soundtracks zu EUROPA-Hörspielen beisteuerte.

## Hörspielmusik-Sessions

### 17. März 1979

#### Besetzung
| Musiker            | Instrument                       |
| ------------------ | -------------------------------- |
| Carsten Bohn       | Schlagzeug, Synthesizer-Overdubs |
| Frank Fischer      | E-Bass                           |
| Manfred Rürup      | Keyboards                        |
| Richard Schumacher | E-Gitarre                        |
| Tommy Goldschmidt  | Percussion                       |

#### Hintergrund
Knapp ein Jahr nach den ersten Aufnahmen mit dem Release Music Orchestra für das Studio EUROPA entschloss sich Carsten Bohn erneut dazu, für Heikedine Körting und Andreas Beurmann Soundtracks einzuspielen. Dieses Mal komponierte allerdings er die Melodien und griff auf Bandstand-Mitglieder zurück, mit denen er an Humor Rumor und Mother Goose Shoes bereits gearbeitet hatte. Aufgenommen wurden die insgesamt 31 Titel am 17. März 1979 in den Rüssl Studios in Hamburg. Am nächsten Tag produzierte Bohn allerdings noch einige zusätzliche Synthesizer-Overdubs und fertigte von einigen Aufnahmen mehrere Abmischungen an.
Bohn bekam zu einigen Hörspielen Textbücher mit Musik-Anweisungen, wie „spannend“, „abenteuerlich“ oder Ähnliches. Er komponierte außerdem oft Melodien für den Einstieg, den Seitenwechsel und das Ende eines Hörspiels. So kommt es, dass viele Titel aus drei Teilen bestehen – zum Beispiel Perry Rhodan, Frankenstein & Dracula oder auch Notlandung in Bali. Allerdings wurden die Musiken auch sehr oft mitten im Hörspiel bei Szenenwechseln eingesetzt und waren nie nur auf eine Serie oder ein Hörspiel beschränkt. Überhaupt tauchen die Musiken in den Hörspielen auch sehr oft losgelöst von ihren zugehörigen Titeln auf.
Von Frankenstein & Dracula, Teil 2 produzierte Bohn diverse Abmischungen mit verschiedenen Overdubs, die in der Gruselserie auch rege eingesetzt wurden. Einige Titel spielte die Band auch in verschiedenen Geschwindigkeiten ein.
Für die Serie Die verwegenen Vier, die ursprünglich noch Die Arnoldkinder heißen sollte, komponierte er für drei Hörspiele Musik mit je drei Teilen. So entstand das bekannte Pfeif-Thema, das größere Bekanntheit als Intro einiger Drei-???-Hörspiele erlangte. Bohn komponierte außerdem Musik für die Serie Perry Rhodan – allerdings wurde sie dort nie eingesetzt. Perry Rhodan, Teil 1 diente ferner als Intro für etliche Drei-???-Hörspiele.

#### Titel-Liste
- Der Stahlelefant
- Die Arnoldkinder reißen aus, Teil 1–3
- Die Arnoldkinder bewähren sich, Teil 1–3
- Die Arnoldkinder, 3. Folge, Teil 1–3
- Frankenstein & Dracula, Teil 1 (Hinweis: Von diesem Titel existieren drei Abmischungen: Die reguläre Abmischung, eine alternative Abmischung und eine Synthesizer-lastige Abmischung)
- Frankenstein & Dracula, Teil 2, langsame Variante (Hinweis: Von diesem Titel existieren fünf Abmischungen: Die reguläre Abmischung, eine alternative Abmischung, eine Bass-lastige Abmischung, eine Schlagzeug-lastige Abmischung und eine Synthesizer-lastige Abmischung)
- Frankenstein & Dracula, Teil 2, schnelle Variante (Hinweis: Von diesem Titel existieren vier Abmischungen: Die reguläre Abmischung, eine alternative Abmischung, eine Bass-lastige Abmischung und eine Schlagzeug-lastige Abmischung)
- Frankenstein & Dracula, Teil 3
- Jenseits, Teil 1–2
- Jenseits, Teil 3a (Hinweis: Es handelt sich hier um eine langsame Variante des Jenseits, Teil 3 Themas)
- Jenseits, Teil 3b (Hinweis: Es handelt sich hier um eine schnelle Variante des Jenseits, Teil 3 Themas)
- Momme, der Kobold, Teil 1–3
- Notlandung in Bali, Teil 1–3
- Perry Rhodan, Teil 1
- Perry Rhodan, Teil 2, langsame Variante
- Perry Rhodan, Teil 2, schnelle Variante
- Perry Rhodan, Teil 3 (Hinweis: Von diesem Titel existieren zwei Abmischungen: Die reguläre Abmischung und eine Schlagzeug-lastige Abmischung)
- Pete, der Cowboy, Teil 1–3

## Diskografie

### Alben
| Jahr | Titel                                                           | Genre                       |
| ---- | --------------------------------------------------------------- | --------------------------- |
| 1977 | Humor Rumor                                                     | Jazz, Rock, Funk            |
| 1979 | Mother Goose Shoes                                              | Krautrock, Progressive Rock |
| 1980 | C.B. Rædyo / C.B. Radio (angepasster Titel vom Re-Release 1996) | Krautrock, Progressive Rock |

### Brandnew Oldies
Da Carsten Bohn aufgrund des Rechtsstreits mit Sony Music Deutschland die Original-Aufnahmen der Hörspielmusik-Sessions für EUROPA nicht veröffentlichen durfte, entschied er sich dazu, die Musik mit der Band Carsten Bohn’s Bandstand neu einzuspielen. Dabei griff er sowohl auf Bandstand-Mitglieder wie Frank Fischer und George Kochbeck zurück, die an den Original-Aufnahmen beteiligt gewesen waren, als auch auf Musiker, die Bohn in der Zwischenzeit schätzen gelernt hatte. So wurde Carsten Bohn’s Bandstand reaktiviert und es entstand die Brandnew Oldies-Serie.
| Jahr | Titel                    | Aufgegriffene Sessions |
| ---- | ------------------------ | ---------------------- |
| 2004 | Brandnew Oldies Volume 1 | 1979, 1980, 1981       |
| 2005 | Brandnew Oldies Volume 2 | 1979, 1980, 1981       |
| 2009 | Brandnew Oldies Volume 3 | 1980, 1981             |
| 2018 | Brandnew Oldies Volume 4 | 1983                   |